# سوبر ماريو برذرز 3
سوبر ماريو برذرز 3 ، (بالإنجليزية:Super Mario Bros. 3) (باليابانية:スーパーマリオブラザーズ3) ، هي لعبة إلكترونية يابانية أنتجت سنة 1988م وصدرت في اليابان، بينما أصدر اللعبة باللغة الإنجليزية إلى الولايات المتحدة سنة 1990م.

## وصلات خارجية
- سوبر ماريو برذرز 3 على موقع IMDb (الإنجليزية)

- Super Mario Bros. 3 (Virtual Console version) at نينتندو's website

- Super Mario Bros. 3 at Super Mario Wiki
- Super Mario Bros. 3 at NinDB
- Super Mario Bros. 3 at The Mushroom Kingdom: Super Mario Bros. downloads and information
- Super Mario Bros. 3 at Mobygames - The Authoritative Video Game Database